# Zubní můstek

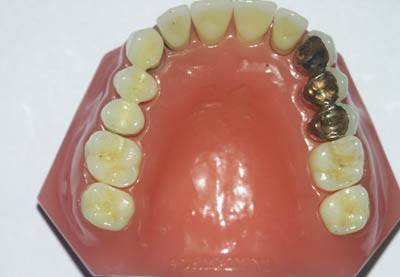
Zubní můstky

Zubní můstek je částečnou náhradou chrupu. Zubní můstek je upevněn pomocí kovových korunek, nebo jiným zařízením na okolních zdravých zubech. Zubní můstky se zhotovují v těch případech, kdy je nutné nahradit jeden nebo více chybějících zubů a nelze to udělat pomocí implantátu.

## Co je to zubní můstek?
Můstky jsou protetickými výrobky, kterými stomatolog řeší náhradu jednoho až čtyř chybějících zubů. V případě jejich ztráty je důležité vyplnit mezeru po chybějícím zubu co nejdříve. Argumentem pro takové počínání není pouze estetické hledisko, ale je třeba vzít v úvahu také skutečnost, že po ztrátě zubu dochází k putování sousedních zubů do vzniklé mezery a také zuby v protější čelisti hledají oporu, vychylují se a povylézají. Následkem všech těchto změn dochází k poruchám skusu a k nevratnému porušení poměrů v ústech.
K zubnímu můstku přistupuje zubař v případě, že jste přišli o celý zub nebo jej máte poškozený do té míry, že už by nebyl schopen unést korunku. Tehdy zubař ubrousí dva sousední zuby, na ty pak nasadí korunky, které nesou kompletní umělý zub.

## Nedostatky zubního můstku
Standardní můstek má hned dva nedostatky:
- Prvním minusem je nutnost obrousit dva okolní zuby – lékař musí často odstranit velkou část zcela zdravých, neporušených zubů a tím je nenávratně poškodit. Vedlejší dva zuby se zbrousí do kónického tvaru, na které se nasadí „korunky“. Ty mezi sebou nesou kompletní umělý zub, který vyplní mezeru.
- Druhým záporem je kovová konstrukce můstku, která i přes veškerou snahu často prosvítá ven a zuby pak vypadají tmavší.

## Zhotovení můstku
Nový fixní můstek představuje pro pacienta 2 – 3 návštěvy stomatologické ordinace. Před vlastním zhotovením můstku je nejprve nutné určit, které zuby jsou schopné nést konstrukci můstku a přenášet žvýkací tlak (nazývají se pilíře). Nekvalitní zuby je někdy nutné vytrhnout, pilíře v případě potřeby endodonticky ošetřit nebo opatřit výplněmi .
- po této přípravě pak lékař v lokální anestézii provede zbroušení pilířů zubů tak, aby mohly nést konstrukci můstku, kterou představují běžné korunky spojené tzv. mezičleny nahrazujícími ztracené zuby a přemosťujícími mezery
- poté je proveden otisk obou čelistí
- v součinnosti s lékařem laborant vybere barevné provedení můstku individuálně pro každého pacienta
- na obroušené zuby se nasadí provizorní pryskyřičný můstek, který chrání obroušené pahýly a brání nežádoucím posunům zubů v období nutném k výrobě precizního můstku
- na základě otisku je v laboratoři odlit přesný model ze sádry, na kterém laborant zhotoví definitivní práci
- při další návštěvě je můstek vyzkoušen a lékař provede jeho finální nasazení

## Typy zubních můstků
Typy můstků z hlediska použitého materiálu jsou shodné s typy korunkovými náhradami – fasetované kompozitem, fasetované keramikou, celokeramické a provizorní pryskyřičné můstky. Dnes velmi upřednostňovaným materiálem je celokeramika, která na rozdíl od svého kovokeramického předchůdce splňuje vyšší estetické a hygienické nároky.

### Inlay můstek
Řešením mezery po vypadlém zubu může být ve vhodných případech tzv. inlay můstek. Jedná se o celokeramickou práci, která se podobně jako klasický můstek, zhotovuje v laboratoři na sádrovém modelu. Nosná část konstrukce je vybroušena za pomoci počítače z vysoce pevné zirkonoxidové keramiky, který oproti běžnému kovovému jádru můstku zcela přirozeně propouští světlo, ale její pevnost je přitom stejná. Konstrukce sestává ze základu nahrazovaného zubu a ze dvou malých výplní, které zapadnou do připravených jamek na sousedních zubech. Sousední zuby není tedy potřeba drasticky obrušovat – do každého se vybrousí jen drobná jamky, do které přesně zapadne „křidélko“ prostředního zubu. Povrch konstrukce zubní technik pokryje estetickou fasetovací keramikou. Lékař finální práci nejprve vyzkouší a poté jí do korunek sousedních zubů vlepí.

## Péče o můstky
Zuby nesoucí můstek jsou i nadále náchylné ke vzniku zubního kazu v oblasti krčku, kde je umístěn okraj korunky. Zároveň se v případě zanedbávání ústní hygieny může rozvinout zánět dásní. Rizikovým místem můstku je zejména oblast dásně pod mezičlenem. Zde je dokonalá mezizubní hygiena naprosto nezbytná.